# 11225 Борден
11225 Борден (11225 Borden) — астероїд головного поясу, відкритий 10 травня 1999 року.
Тіссеранів параметр щодо Юпітера — 3,536.